# Opera Nomadi
Opera Nomadi ist eine italienische Interessenorganisation für die rechtliche und gesellschaftliche Gleichstellung der Roma und anderer Fahrender.
Opera Nomadi wurde 1963 als regionale Organisation für das Trentino und Südtirol in Bozen gegründet und 1965 zur nationalen Organisation ausgeweitet. Sie erhielt 1970 den Status einer Ente Morale Nazionale. Sie hat ihren Sitz in Rom und dezentrale Büros ihrer Untergliederungen in verschiedenen Landesteilen.
Ihre Aufgabe sieht sie in der Stärkung der gesellschaftlichen Solidarität und im Schutz der Rechte der Roma und der Camminanti (Nichtroma-Reisende) „auf allen Ebenen“.
Sie ist keine Exklusivorganisation von Roma und/oder Camminanti, jedermann kann ihr beitreten. Sie versteht sich als kultureller Vermittler zwischen den minderheitlichen Gruppen und der Mehrheitsgesellschaft und arbeitet in diesem Sinn mit Schulen und anderen öffentlichen Einrichtungen zusammen.
Die Organisation veröffentlicht die Online-Zeitung Romano Lil.
Nachdem in den letzten Jahren südosteuropäische Roma-Migranten in wachsender Zahl nach Italien kamen, die in Politik, Medien und Mehrheitsbevölkerung bis hin zu physischer Gewalt Angriffen ausgesetzt waren, kritisierte die Organisation im Jahre 2008 die Gleichgültigkeit der italienischen Zivilbevölkerung und einen Mangel an Zivilcourage.